# José Canale
José Maria Canale Domínguez, noto semplicemente come José Canale (Itauguá, 20 luglio 1996), è un calciatore paraguaiano, difensore del Querétaro in prestito dal Lanús.

## Carriera
Cresciuto nel settore giovanile del Libertad, debutta in prima squadra il 28 maggio 2015 in occasione dell'incontro di División Profesional vinto 3-0 contro lo Sp. San Lorenzo; utilizzato con poca continuità, nel 2017 passa in prestito al Nacional dove si ritaglia un posto da titolare.
Nel 2020 viene prestato al Sol de América, club con cui va a segno per la prima volta il 1º febbraio contro il Cerro Porteño.
Il 29 luglio 2021 passa in prestito con diritto di riscatto al Newell's Old Boys.

## Statistiche

### Presenze e reti nei club
Statistiche aggiornate al 25 ottobre 2021.
| Stagione        | Squadra           | Campionato      | Campionato | Campionato | Coppe nazionali | Coppe nazionali | Coppe nazionali | Coppe continentali | Coppe continentali | Coppe continentali | Altre coppe | Altre coppe | Altre coppe | Totale | Totale |
| Stagione        | Squadra           | Comp            | Pres       | Reti       | Comp            | Pres            | Reti            | Comp               | Pres               | Reti               | Comp        | Pres        | Reti        | Pres   | Reti   |
| --------------- | ----------------- | --------------- | ---------- | ---------- | --------------- | --------------- | --------------- | ------------------ | ------------------ | ------------------ | ----------- | ----------- | ----------- | ------ | ------ |
| 2015            | Libertad          | PD              | 6          | 0          |                 | -               | -               | CS                 | 0                  | 0                  |             | -           | -           | 6      | 0      |
| 2016            | Libertad          | PD              | 1          | 0          |                 | -               | -               | CS                 | 0                  | 0                  |             | -           | -           | 1      | 0      |
| 2017            | Nacional          | PD              | 20         | 0          |                 | -               | -               | CS                 | 3                  | 0                  |             | -           | -           | 23     | 0      |
| 2018            | Libertad          | PD              | 11         | 0          |                 | -               | -               | CL                 | 0                  | 0                  |             | -           | -           | 11     | 0      |
| 2019            | Libertad          | PD              | 16         | 0          |                 | -               | -               | CL                 | 4                  | 0                  |             | -           | -           | 20     | 0      |
| 2020            | Sol de América    | PD              | 22         | 2          |                 | -               | -               | CS                 | 4                  | 0                  |             | -           | -           | 26     | 2      |
| 2021            | Libertad          | PD              | 4          | 0          |                 | -               | -               | CL+CS              | 0                  | 0                  |             | -           | -           | 4      | 0      |
| 2021            | Newell's Old Boys | PD              | 4          | 0          | CA+CdL          | 0               | 0               | CS                 | 0                  | 0                  |             | -           | -           | 4      | 0      |
| Totale carriera | Totale carriera   | Totale carriera | 84         | 2          |                 | 0               | 0               |                    | 11                 | 0                  |             | -           | -           | 95     | 2      |